# Rudolf Kohlrausch
Rudolf Kohlrausch, all'anagrafe Rudolf Herman Arndt Kohlrausch (Gottinga, 6 novembre 1809 – Erlangen, 8 marzo 1858), è stato un fisico tedesco.

## Biografia
Nato a Gottinga, figlio di Friedrich Kohlrausch, educatore e direttore generale delle scuole del regno di Hannover. Fu professore di matematica e fisica nelle scuole superiori successivamente di Luneburgo, Rinteln, Kassel e Marburgo. Nel 1853 diventò un professore associato all'Università di Marburgo e, quattro anni dopo, ottenne la cattedra di fisica all'Università di Erlangen.

## Ricerche
Nel 1854 Kohlrausch introdusse il fenomeno del rilassamento dielettrico, e usò la funzione di Kohlrausch-Williams-Watts, o funzione KWW, per spiegare l'effetto di rilassamento in una Bottiglia di Leida (condensatore) in fase di scarica. Nel 1856, con Wilhelm Weber, dimostrò che il rapporto tra grandezze elettrostatiche e elettromagnetiche produceva un numero che combaciava con l'allora conosciuto valore della velocità della luce. Questo risultato è stato determinante al fine di ottenere le equazioni di Maxwell, e per luce è una radiazione elettromagnetica. Inoltre, il primo uso della lettera "c" per indicare la velocità della luce, risale appunto al 1856, in un lavoro di Kohlrausch e Weber.

## Famiglia
Era il padre del fisico tedesco Friedrich Kohlrausch. Suo fratello, Otto Kohlrausch, fu un importante chirurgo e medico.

## Opere pubblicate
- Elektrodynamische Maaßbestimmungen : insbesondere Zurückführung der Stromintensitäts-Messungen auf mechanisches Maass (with Wilhelm Weber) 1857.[4]